# سرآوران
سرآوران (به نروژی: Hodejegerne) یک فیلم نروژی در ژانر اکشن و محصول ۲۰۱۱ میلادی است. این فیلم برپایهٔ داستانی به همین نام به قلم یو نسبو ساخته شده‌است. کارگردان فیلم مورتن تیلدام است و اکسل هنی، نیکولای کاستر-والدو، بارد اووه و سینوف ماکودی لیوند در آن به ایفای نقش پرداخته‌اند.

## داستان
روگر براون (با بازی اکسل هنی) مردی است موفق با زندگی دوگانه، از یک سو او یک فرد موفق در زمینهٔ استخدام مدیران است، و از سوی دیگر با سرقت آثار هنری زندگی پرتجملی را برای خود فراهم آورده‌است. او همسری دارد که به تازگی یک گالری هنری باز کرده‌است و همچنین با زنی هم رابطهٔ خارج از ازدواج دارد. یک بار همسرش مردی را به نام کلس که در یک شرکت رقیب فعال است و به تازگی به نروژ مهاجرت کرده را به او معرفی می‌کند. مرد مدعی می‌شود که مادربزرگش از یک افسر آلمانی در زمان اشغال نروژ به دست آلمان‌ها تابلویی را که در زمان جنگ مفقود شده را گرفته‌است و حالا او صاحب این تابلو است. روگر تطمیع شده و به فرد نزدیک شده و قول استخدام او را می‌دهد و سپس طی نقشه‌ای تابلوی یادشده را می‌رباید؛ ولی حین سرقت متوجه می‌شود که همسرش با آن مرد رابطهٔ جنسی دارد. روگر برای انتقام از استخدام آن مرد ممانعت می‌کند و تهدید می‌کند که جلوی استخدام شدن او را در نروژ بگیرد. مرد که قبلاً سرباز بوده می‌کوشد تا روگر را بکشد. روگر به سوئد می‌گریزد و کلس سایه‌به‌سایه او را تعقیب می‌کند.